# Qorveh-ye Darjazin
Qorveh-ye Darjazīn (farsi قروه درجزین) è una città dello shahrestān di Razan, circoscrizione di Qorveh-ye Darjazin, nella provincia di Hamadan. Aveva, nel 2006, una popolazione di 9.335 abitanti.